# Мушенко Олег Вікторович
Олег Вікторович Мушенко (нар. 25 травня 1973, Сімферополь, Українська РСР, СРСР) — спортивний функціонер невизнаного терористичного квазідержавного утворення ДНР, колишній український волейболіст, гравець збірної України.

## Життєпис
Народився 25 травня 1973 року.
У 1996 році закінчив Український державний університет фізичного виховання і спорту (Київ, нині — Національний університет фізичного виховання і спорту України).
Грав, зокрема, в українських клубах «Шахтар» (Донецьк), «Локомотив» (Київ), «Азовсталь» (Маріуполь, учасник єврокубкових сезонів 2003—2004, 2004—2005), грецькому ПАОК (Салоніки), італійських МТА (Падуя), «Космоґас» (Cosmogas, Форлі), «Дойче Банк Фонді» (Асті), клубах Німеччини, Туреччини, Ізраїлю.
Входив до складів молодіжних збірних СРСР і СНД.
У складі збірної України брав участь у першості світу 1998 в Японії.
Очолює так звану Федерацію волейболу ДНР («президент»).

### Досягнення
- Чемпіон України (три рази, у складі донецького «Шахтаря»)[4].
- віцечемпіон України 2005[6]

### Сім'я
Син — Микита Мушенко (нар. 2001, Донецьк), у 2020 році був гравцем молодіжної команди російського клубу «Факел» (Новий Уренгой).